# Ton Smits Huis
Het Ton Smits Huis is een museum in het voormalige woonhuis van cartoonist Ton Smits in de Noord-Brabantse stad Eindhoven. Smits woonde en werkte hier vanaf 1957 tot aan zijn overlijden in 1981.
Smits was een cartoonist en kunstschilder die in de Verenigde Staten werkte. Smits wilde dat zijn cartoons (humoristische tekeningen) en schilderijen ook na zijn dood voor publiek toegankelijk zouden blijven. Eind 1983 ging deze wens in vervulling met de opening van museum Ton Smits Huis. Dit museum is geheel gewijd aan deze kunstenaar. De artistieke nalatenschap van Smits vormt de kern van de museumcollectie.
Het museum organiseert regelmatig tijdelijke tentoonstellingen, gewijd aan het werk van andere kunstenaars.

## Gebouw
De woning aan de Jacob Reviuslaan werd in 1956 gebouwd naar ontwerp van de Bossche School-architect Fons Vermeulen (1913). De vormgeving is bewust sober gehouden. De indeling van het pand kwam tot stand via overleg tussen architect en opdrachtgever. De pastelkleuren op de buitenmuren waren een initiatief van opdrachtgever Ton Smits zelf. De gemeente Eindhoven heeft het Ton Smits Huis in maart 2016 aangewezen als gemeentelijk monument.